# Avīci

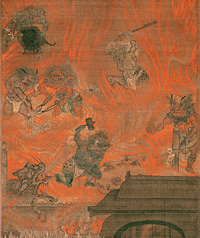
Ilustración del infierno Avīci, el octavo infierno budistas.

En el budismo, Avīci (en sánscrito y pali: ‘sin ondas’, ‘sin olas’) es el nivel más bajo del Reino Naraka o "infierno", en el cual un ser que ha cometido graves fechorías puede renacer.
Las personas que renacen en el Avīci generalmente han cometido uno o más de las Cinco Ofensas Graves:
- Asesinato intencionado de un padre (parricidio).
- Asesinato intencionado de una madre (matricidio).
- Asesinato de un arhat (un ser iluminado).
- Derramar la sangre de un buda.
- Crear un cisma en el Shanga, la comunidad budista de monjes y monjas.

El budismo enseña que el renacimiento en el Naraka es temporal; durará hasta que se termine de consumir el mal karma que fue creado. De igual forma, el Avīci no es eterno. Sin embargo, el renacimiento en el Avīci es el más largo de todos los niveles del infierno, contando algunos duraciones de hasta 1018 años. Algunos sutras mantienen que el renacimiento en el Avīci puede llevar innumerables kalpas (eones). Cuando transcurre un kalpa, el condenado vuelve a renacer en el mismo lugar, un kalpa tras otro, hasta que consigue purgar su mal karma previo. Por esta razón, el Avīci se conoce como el "Naraka ininterrumpido" (無間道).